# Килиманджаро
Килиманджа́ро (суахили Kilimanjaro) — высочайший стратовулкан Африки, находящийся на северо-востоке Танзании, высочайшая точка континента (5895 м над уровнем моря). C 1902 по 1918 годы назывался Вершина Кайзера Вильгельма (нем. Kaiser-Wilhelm-Spitze). Килиманджаро возвышается над плоскогорьем Масаи, которое расположено на высоте 900 метров над уровнем моря. Вместе с вершинами Чимборасо, Уаскаран и Котопахи Килиманджаро находится дальше от центра Земли, чем Эверест.
В 2003 году учёные пришли к выводу, что расплавленная лава находится всего в 400 метрах под кратером главной вершины Кибо. Хотя и не прогнозируется другой активности, кроме происходящих сейчас выбросов газа, существуют опасения, что вулкан может обрушиться, что приведёт к крупному извержению наподобие вулкана Сент-Хеленс. Несколько обвалов и сдвигов грунта уже происходили на Кибо в прошлом. В результате одного из них образовалась так называемая «западная брешь». У Килиманджаро не было документированных извержений.
Высочайшей точкой горы и Африки является пик Ухуру вулкана Кибо, 5895 м, относящийся к «Семи вершинам». Пик был впервые покорён Гансом Мейером и Людвигом Пуртшеллером в 1889 году. Два остальных пика — тоже потухшие вулканы:
- Мавензи (5149 м, третий по высоте пик Африки после Ухуру и горы Кения),
- Шира (3962 м).

## История
Первое упоминание об этих заснеженных горах относится ко II веку н. э. Они обозначены на географической карте Птолемея. Но датой открытия европейцами Килиманджаро считается 11 мая 1848 г., а первооткрывателем — немецкий пастор Иоханес Ребман. В 1861 году достигнута высота 2500 м, в 1862 — 4200 м, в 1883, 1884 и 1887 — отметка 5270 м; все эти восхождения совершены венгерским графом Самуэлем Телеки. 5 октября 1889 г. немецкий путешественник Ганс Мейер вместе с австрийским альпинистом Людвигом Пуртшеллером впервые достигли вершины. В 1996 году в Марангу ещё был жив их товарищ по восхождению из народа чага — Мзее Лауво (Лаво), которому должно было быть более 120 лет. Мавензи была покорена только в 1912 г. Охлером и Клуте.

## Происхождение названия
Название горы берёт начало из языка суахили и предположительно означает «гора, которая сверкает».
Однако точное происхождение названия Килиманджаро неизвестно. На этот счёт существует несколько теорий. Многие из версий предполагают, что слово разбивается на Kilima (на суахили «холм, маленькая гора») и Njaro, у которого версии варьируются от древнего слова суахили «белый» или «сверкающий» до слова языка Кичагга jaro, означающего караван. Недостаток этих теорий в том, что они не могут объяснить, почему используется уменьшительное слово kilima вместо подобающего для горы mlima.
Другой подход подразумевает, что название происходит из слова языка кичагга kilemanjaare или kilemajyaro, означающего «тот, кто побеждает птицу/леопарда/караван». Однако эта теория не объясняет тот факт, что само название Килиманджаро не использовалось в языке кичагга до недавнего времени.

## География

### Местоположение
Килиманджаро возвышается в северо-восточной Танзании на 5891,8 м по измерениям, проведённым в 2008 году с помощью системы GPS и гравиметрии. Эти новые измерения уточнили предыдущее значение высоты (5895 м), полученное в 1952 году командой британцев. Высота Килиманджаро была предметом измерений с 1889 года, дававших результаты, отличавшиеся более чем на сто метров. Килиманджаро является наиболее высокой вершиной в Африке и, следовательно, является одной из Семи Вершин. Она расположена недалеко от границы с Кенией, которая проходит по северным и восточным склонам горы. Она высится посреди равнинной саванны, которая окружает гору в форме капли на 4800—5200 м, что делает эту гору высочайшей изолированной горой в мире. Горный массив с вулканическим конусом овальной формы, Килиманджаро занимает площадь в 388 500 га, простирается на 70 км с северо-запада на юго-восток, на 50 км с северо-востока на юго-запад и находится в 340 км к югу от экватора. Вулкан Меру расположен в 75 км на юго-запад, а гора Кения, второй по высоте пик в Африке, в 300 километрах на север. Ближайший город, Моши, находится в Танзании к югу от горы и является главной отправной точкой для восхождения на неё. Международный аэропорт Килиманджаро, расположенный в 50 км юго-западнее вершины, с 1971 года обслуживает весь регион со всеми его парками. Додома, столица Танзании, и Дар-эс-Салам находятся соответственно в 380 км на юго-запад и 450 км на юго-восток, тогда как Найроби находится всего в 200 км на северо-северо-запад. Побережье Индийского океана в 270 км от горы. Административно Килиманджаро находится в регионе Килиманджаро, частично охватывает районы Гай (англ. Hai), Моши Рураль (англ. Moshi Rural) и Ромбо (англ. Rombo); в последнем находится большая часть горы и пик Ухуру, её высочайшая точка. 
Вулкан полностью включён в Национальный парк Килиманджаро.

### Высотные пояса Килиманджаро
- Бушленд или культивируемая зона, высота пояса 800—1800 м. Этот пояс характеризуется уровнем осадков в 1000 мм и средней температурой примерно 25—28 °C.
- Дождевой лес, 1800—2800 м. Эклектичное разнообразие растений и дикой природы процветает благодаря годовым осадкам в 2000 мм. В этих лесах встречаются некоторые редкие виды. Температура может упасть до очень низкой ночью, хотя чаще всего в этой зоне тепло, влажно и пышно в течение всего года.

- Вересковые луга, 2800—4000 м. По мере подъёма количество осадков уменьшается, поэтому примерно с 2400 м лес становится не таким густым. Верхняя граница леса проходит на высоте 2800—3000 м, дальше идёт зона своеобразных афро-альпийских вересковых болот и лугов. Это земля гигантов — гигантского вереска, древовидного крестовника (Dendrosenecio Kilimanjari) и гигантских лобелий.[14]

- Высокогорная пустошь, 4000—5000 м. Мало растительности из-за скудных осадков. Температура варьируется от 35 °C до нуля и ниже.
- Арктическая зона, 5000—5895 м. Здесь местность покрыта льдом, снегом и камнями, а флора и фауна отсутствуют. Ночные температуры часто падают до −9 °C.[15]

### Топография
Килиманджаро является стратовулканом почти конической формы. Он состоит из трёх основных вершин, которые также являются потухшими вулканами:
- Шира на западе (высота 3962 м над уровнем моря),
- Кибо (5891,8 м) в центре
- Мавензи (5149 м) на востоке

Кибо венчается в верхней части эллиптической кальдерой 2,4 км в ширину и 3,6 км в длину, окружающей кратер под названием Кратер Рейш (англ. Reusch Crater), в центре которого стоит конус пепла 200 м в диаметре, который называют Яма Пепла (англ. Ash Pit). Основной пик, расположенный на южной окраине кратера, называется Угур или Ухуру (англ. Uhuru). Другими известными точками Кибо является Внутренний Конус (англ. Inner Cone) на высоте 5835 м, Ганс Майер Пойнт (англ. Hans Meyer Point), Гилманс Пойнт (англ. Gilman’s Point), Леопард Пойнт (англ. Leopard Point) и ущелье Иоганна (англ. Yohanas` Notch), названное в честь проводника, который сопровождал первое восхождение на гору. На юго-западе вершины около 100 000 лет назад великий сдвиг создал Западный Пролом (англ. Western Breach), возвышающийся над долиной Барранко (англ. Barranco Valley).
Мавензи иногда считается третьей по высоте вершиной в Африке после горы Кении. Она сильно повреждена эрозией и теперь имеет вид дамбы, которая отделяется от пиков Ганса Мейера (англ. Hans Meyer Peak), Пуртшеллера (англ. Purtscheller Peak), Южного (англ. South Peak) и Нордекла (англ. Nordecke). От их основания несколько расщелин идут в восточном направлении, в частности Большая и Малая Барранко (англ. Great Barranco, Lesser Barranco). Седло (англ. The Saddle) — плато площадью 3600 га между Мавензи и Кибо.
Шира, от которой отделяется Джонселл Пойнт (англ. Johnsell Point), состоит из половины расколотого кратера, от которого остались только южный и западный края. К северо-востоку от него на протяжении 6200 га гора имеет форму плато. Около 250 меньших конусов находятся по обе стороны от этих трёх пиков на оси северо-запад / юго-восток.

### Гидрология
Ледовая шапка Килиманджаро ограничивается вершиной Кибо. В 2003 году она покрывала территорию общей площадью 2 км². Она состоит:
- в верхней части:
  - из ледника Фюртванглера (нем. Furtwängler),
- на северном ледовом поле (англ. Northern Icefield) — ледников:
  - Дригальского (нем. Drygalski),
  - Большой Пенк (англ. Great Penck),
  - Малый Пенк (англ. Little Penck),
  - Пенгальский (нем. Pengalski),
  - Лёртшер Нотч (нем. Lörtscher Notch) и
  - Креднер (англ. Credner),
- на западе:
  - ледников Барранко (англ. Barranco)
    - или Малый и Большой Разломы (англ. Little Breach, Big Breach),

  - Стрела (англ. Arrow) и
  - Улиг (англ. Uhlig),
- на южном ледовом поле (англ. Southern Icefield) — ледников:
  - Балетто (англ. Balletto),
  - Бриллиант (англ. Diamond),
  - Хайм (нем. Heim),
  - Керстен (нем. Kersten),
  - Декен (нем. Decken),
  - Ребман (англ. Rebmann) и
  - Ратцель (англ. Ratzel)
- и, наконец, восточного ледового поля (англ. Eastern Icefield).

Географическая изменчивость осадков и солнечного света объясняет разницу в размерах между различными ледовыми полями.
Эту шапку было когда-то хорошо видно, но сейчас она находится в процессе быстрого таяния. Она охватывала площадь:
- в 1912 году — 12,1 км²,
- в 1953 году — 6,7 км²,
- в 1976 году — 4,2 км²,
- в 1996 году — 3,3 км².

В течение XX века она потеряла 82 % своей площади. Она потеряла в среднем 17 метров толщины между 1962 и 2000 годами. Она становится все более разреженной и должна полностью исчезнуть к 2020 году, по оценкам экспертов и NASA палеоклиматологов Лонни Томпсона (англ. Lonnie Thompson), профессор университета Огайо, или к 2040 году согласно расчётам научной группы из австрийского университета Инсбрука, или до 2050 по выкладкам Калифорнийской академии наук. Лёд на некоторых склонах может держаться ещё несколько дополнительных лет из-за различий в местных климатических условиях.
Шапка горы Килиманджаро сокращается примерно с 1850 года из-за естественного уменьшения количества осадков на 150 мм, но эта тенденция значительно ускорилась в XX веке. Вроде нынешнего быстрое и почти полное таяние ледника на Килиманджаро происходило 4000 лет назад во время долгой 300-летней засухи. Таким образом, среднесуточная температура увеличилась на 3 °C в течение последних тридцати лет на Лиамунгу (англ. Lyamungu), на 1230 м на южном склоне. Тем не менее, температура постоянно остаётся ниже 0 °C на высоте, где находятся ледники. Георг Казер (англ. Georg Kaser) из Университета Инсбрука и Филипп Моте (англ. Philip Mote) из Вашингтонского университета показали, что резкое сокращение ледника происходит в основном за счёт снижения количества осадков. Это может быть связано с местными изменениями, вызванными обезлесением, что приводит к понижению плотности растительного покрова и снижению влажности атмосферы. Между уменьшением ледяного покрова и темпами потери лесов прослеживается закономерность, особенно в начале XX века и в процессе стабилизации. Тем не менее, о чём свидетельствует характерная острая форма льда, лёд сублимируется солнечным излучением, после нескольких влажных десятилетий в XIX веке. Это, вероятно, ускоряется небольшим уменьшением альбедо в XX веке, особенно в 1920—1930 годах. Другое явление, которое вызывает сокращение ледников — поглощение тепла тёмными вулканическими породами и его распределение в основе ледников. Они тают, становятся неустойчивыми и разрушаются, увеличивая площадь поверхности, подверженной воздействию солнечного излучения.
Потоки от таяния льда питают две крупные реки в этом районе, но 90 % осадков задерживаются лесом. Исчезновение ледников не должно непосредственно влиять на местный гидрологический режим, в отличие от обезлесивания и деятельности человека в результате четырёхкратного увеличения водозаборов на орошение за последние сорок лет. Леса Килиманджаро получают 1,6 млн кубических метров воды в год, 5 % из которой в виде осадков. Две трети возвращаются в атмосферу в результате испарения. Лес играет тройную роль как резервуар: он удерживает воду в почве, в биомассе и в воздухе. С 1976 года количество осадков снижается в среднем на двадцать миллионов кубических метров в год, что за три года составляет объём текущей шапки, и на 25 % меньше за последние тридцать лет, эквивалентно годовому потреблению питьевой воды миллионом джагга.

## Текущее состояние
Хотя сильной вулканической активности Килиманджаро не проявляет, в последнее время вулкан (он занимает площадь 97 на 64 км) привлекал к себе внимание многих исследователей. 
Снежная шапка, покрывавшая вершину горы 11 000 лет с последнего Ледникового периода, быстро тает. За последние 100 лет объём снега и льда уменьшился более чем на 80 %. В 2002 многие эксперты уже предсказывали полное исчезновение ледника в течение 15 лет. В марте 2005 появилось сообщение, что пик практически полностью освободился ото льда впервые за последние 11 000 лет. Считается, что вызвано это не изменением температуры, а сокращением количества снегопадов. По-видимому, сведение лесов в последнее столетие серьёзно уменьшило количество водяных паров, достигающих вершины Килиманджаро и выпадающих там в виде снега.

## Альпинизм
Восхождение на пик Ухуру (5895 м, вулкан Кибо) считается достаточно простым, но требует времени для высотной акклиматизации. По основным маршрутам, ведущим на его вершину (Лемошо, Мачаме, Умбве, Марангу и Ронгаи), может подняться практически каждый (если нет противопоказаний по состоянию здоровья) без альпинистской подготовки и специального снаряжения. Из-за близости горы к экватору и высотной поясности при подъёме человек последовательно преодолевает большую часть климатических зон Земли.
Треккинг по маршруту Лемошо на протяжении 8 дней (6,5 дней на подъём и 1,5 на спуск) считается самым лёгким в плане акклиматизации и наиболее подходящим для новичков, при такой длительности 95 % восходящих по этому маршруту достигают вершины (пик Ухуру).
По статистике вершины достигает лишь около 60 % всех желающих. Из популярных маршрутов наихудшая статистика успешных восхождений по тропе Марангу, так как только по ней можно проводить пятидневное восхождение, которое для многих является довольно сложным испытанием. Ещё меньшее число восхождений осуществляется по маршруту «Западный разлом» (Вестерн Брич), но он представляет интерес только для альпинистов-профессионалов вследствие своей сложности.
В 1978 году Роб Тейлор и Генри Барбер совершили попытку прохождения диретиссимы Брич-Уолл. Они прошли ледник Балетто и начали подъём к леднику Даймонд по ледовой перемычке, когда лёд треснул и Тейлор упал вниз, получив сложный перелом лодыжки, который положил конец его альпинистской карьере. Узнав об этом, маршрут решили повторить Райнхольд Месснер и Конрад Ренцлер, планировавшие обычный поход по туристической тропе. Они достигли вершины за 12 часов. По словам Месснера, он ни за что на свете не согласился бы повторить этот маршрут: «Просчитать риск было невозможно. Технические трудности подъёма по этому склону я мог оценить, но как учесть траектории обломков льда и камней, постоянно падавших сверху? Как понять, выдержит ли очередное ледовое образование, за которое я сейчас держусь, мой вес?». Второе (и единственное) прохождение диретиссимы сделали Скотт Фишер и Уэсли Краузе в 1983 году. Повторить маршрут невозможно, так как с тех пор 90-метровая «сосулька» сильно истончилась.
Восхождение на вулкан Мавензи Пик (5 149 метров (16 893 фута) — вторую по высоте вершину Килиманджаро после Кибо требует альпинистской подготовки и на данный момент запрещён из-за высокого риска для жизни. По большей части данный запрет сделан из-за влияния СМИ на туристический поток в Танзанию. Провокационные заголовки (вроде таких, как «Смерть на Килиманджаро») создают у читателей негативное мнение о горном массиве в целом, размывая границы между профессиональным альпинизмом и пешеходным трекингом.
Абсолютный рекорд по скоростному подъёму на Килиманджаро и спуска с неё принадлежит швейцарцу Карлу Иглоффу (англ. Karl Egloff) — 6 часов 42 минуты и 24 секунды (2014 год, по маршруту Умбве). До этого рекорд восхождения удерживал испанец Килиан Жорне Бургада, который поднялся и спустился за 7 часов 14 минут (чистое время на подъём 5 часов 23 минуты и 50 секунд), в свою очередь, на несколько минут побивший предыдущий рекорд (в части скорости восхождения) казахстанца Андрея Пучинина 2009 года — 5 часов 24 минуты и 40 секунд по маршруту Марангу.

## Происшествия
- Катастрофа C-47 на Килиманджаро (20 погибших) — крупнейшая авиакатастрофа в Танзании

## В культуре
- «Снега Килиманджаро» — рассказ Эрнеста Хемингуэя
- «Снега Килиманджаро» — американский художественный фильм, снятый режиссёром Генри Кингом в 1952 году по одноименному рассказу Э. Хемингуэя
- Горе посвящено несколько советских песен.[39]